# Wendell Nascimento Borges
Wendell Nascimento Borges (Fortaleza, 20 de julho de 1993) é um futebolista brasileiro que atua como lateral-esquerdo. Atualmente defende o São Paulo.

## Carreira

### Início
Com passagem pelas categorias de base do Icasa, Wendell iniciou sua carreira como profissional em 2011, no Iraty. Por conta das boas atuações, no mesmo ano transferiu-se para o Londrina. Foi contratado pelo Paraná para a disputa da Série B de 2012, onde atuou em 15 partidas, mas se lesionou e não renovou com o Paraná no final do ano.
Em 2013, Wendell retornou ao Londrina para reforçar o clube no Campeonato Paranaense, onde foi seu destaque na competição sendo eleito pela Federação Paranaense de Futebol o melhor lateral-esquerdo.

### Grêmio
Despertou o interesse do Grêmio, que o contratou em junho de 2013. O jogador estreou pelo Tricolor no dia 11 de setembro, numa vitória por 2 a 0 contra o Náutico, na Arena de Pernambuco, em jogo válido pelo Campeonato Brasileiro.

### Bayer Leverkusen
Em 27 de fevereiro de 2014 foi contratado pelo Bayer Leverkusen, assinando com o clube alemão por cinco temporadas. No entanto, transferiu-se somente após a participação do Grêmio na Libertadores.
Estreou pelo novo clube no dia 15 de agosto, em partida contra o SV Alemannia Waldalgesheim válida pela Copa da Alemanha.

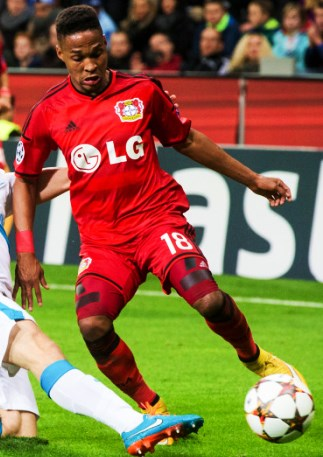
Wendell pelo Bayer em 2014.

Pelo clube alemão, o brasileiro marcou época se tornando o estrangeiro com mais jogos disputados com a camisa do Bayer. Em seus 7 anos, o lateral entrou em campo 250 vezes, marcou 8 gols e deu 15 assistências.
Apesar de não ter ganho títulos com o Bayer, o jogador conseguiu boas colocações, tendo garantido vaga na Liga dos Campeões da UEFA em 4 oportunidades e ter ficado com o vice-campeonato da Copa da Alemanha de Futebol de 2019–20.
Em sua saída para disputar a Primeira Liga, o brasileiro comentou a emoção de estar deixando um clube que defendeu por quase uma década:
| “ | Foram mais de sete anos defendendo o Leverkusen e sou eternamente grato por tudo o que vivi no clube e na Alemanha. O país me acolheu de uma forma maravilhosa e eu levarei todos os funcionários, torcedores e ex-companheiros em meu coração. Amadureci como homem e como pessoa. Deixo muitos amigos por lá e serei um eterno torcedor do clube. | ” |

### Porto

#### 2021–22
O brasileiro assinou com o Porto em agosto de 2021, assinando um vínculo com os Dragões até 2025.
Em sua primeira temporada conquistou dois títulos: A Primeira Liga e a Taça de Portugal. Wendell alternou muitos jogos entre titular e reserva durante a temporada muito por conta de sua lesão no joelho que o acometeu em outubro.

#### 2022–23
Em sua segunda época, o brasileiro conquistou mais três títulos nacionais e garantiu de vez a titularidade da equipe. Venceu a Supertaça Cândido de Oliveira de 2022, Taça de Portugal e a Taça da Liga de 2022–23. Na temporada, o jogador fizera 44 partidas, algo inédito para o lateral até então.

#### 2023–24
Apesar do título da Supertaça na temporada anterior, o brasileiro estreou com um resultado negativo diante o Benfica na mesma competição. Os Encarnados venceram a Supertaça por 2–0. Após isso, estreou na primeira rodada do Campeonato Português onde fizera um gol e levou um cartão vermelho na mesma partida.
No decorrer da temporada, o brasileiro lesionou-se novamente no mês de outubro e teve de ser afastado do elenco para tratar do problema.
Ao retornar, Wendell tivera sua temporada com mais gols desde a chegada no Porto. Em 36 partidas, o lateral esquerdo estufou as redes adversárias quatro vezes, incluindo um doblete diante o Moreirense na 18ª da Primeira Liga. No fim da época, o brasileiro terminou com o título da Taça de Portugal de 2023–24.

#### 2024–25
Em seu último ano de contrato com o Dragão, o jogador perdera espaço na equipe após a contratação de Francisco Moura para lateral esquerda. A continuação de Wenderson Galeno no elenco português, após uma infrutífera negociação com o futebol saudita, também contribuiu para que o jogador tivesse menos oportunidades na equipe de Vítor Bruno.

### São Paulo
No dia 4 de fevereiro de 2025, o São Paulo anunciou a contratação de Wendell. O lateral-esquerdo assinou contrato até o fim de 2027. No tricolor o lateral usará a camisa de número 18.

## Seleção Nacional
Em setembro de 2016, devido à lesão do titular Marcelo, do Real Madrid, Wendell foi convocado para a Seleção Brasileira pelo técnico Tite, sendo chamado para os jogos das Eliminatórias da Copa do Mundo FIFA de 2018. O lateral ficou no banco nas vitórias contra Bolívia e Venezuela.
Em 1 de março de 2024, Wendell foi novamente convocado para representar a Seleção Brasileira. Na ocasião, sob o comando de Dorival Júnior, o lateral foi chamado para disputar os amistosos contra a Inglaterra a Espanha naquele mesmo ano. Era sua volta à Seleção após quase 8 anos desde sua última chamada, em 2016.
Wendell estreou-se em 23 de março de 2024, na vitória do Brasil sobre a Inglaterra por 1 a 0 em amigável, em Wembley na estreia do técnico Dorival Júnior.

## Títulos
Londrina
- Campeonato do Interior Paranaense: 2013

Porto
- Primeira Liga: 2021–22
- Taça de Portugal: 2021–22, 2022–23 e 2023–24
- Supertaça Cândido de Oliveira: 2022
- Taça da Liga: 2022–23

Seleção Brasileira
- Torneio Internacional de Toulon: 2014
- Torneio Internacional da China: 2014

### Prêmios individuais
- Melhor lateral-esquerdo do Campeonato Paranaense: 2013[2]
- Melhor lateral-esquerdo do Campeonato Gaúcho: 2014[36]